# Raja asterias
Raja asterias, comunemente nota come razza stellata, è una specie di razza appartenente alla famiglia Rajidae. Si trova nell'Oceano Atlantico occidentale, dal Golfo del Maine al Golfo del Messico. La razza stellata è una specie di fondale che abita la piattaforma continentale e degrada a profondità che vanno dai 10 ai 600 metri.
La razza ha un aspetto unico, con un motivo distintivo di macchie bianche sulla sua superficie dorsale marrone scuro o nera. La sua superficie ventrale è bianca e ha una forma del corpo appiattita con un muso largo e triangolare. La razza stellata può crescere fino a 107 cm di lunghezza e 23 kg di peso, rendendolo uno dei pesci più grandi della sua specie.
La razza stellata è una specie a crescita lenta, con una durata di vita fino a 14 anni. Raggiunge la maturità sessuale intorno ai 7-8 anni e produce uova in una capsula coriacea detta borsetta di sirena. Le uova vengono deposte sul fondo del mare e si schiudono dopo un periodo di diversi mesi.
Svolge un ruolo importante nell'ecosistema marino come predatore e spazzino. La sua dieta comprende una varietà di invertebrati bentonici, come granchi, gamberi e molluschi bivalvi. A sua volta è predata da pesci più grandi e mammiferi marini come foche e balene.
Nonostante la sua importanza ecologica, è attualmente classificata come specie vulnerabile dall'Unione internazionale per la conservazione della natura (IUCN). Le principali minacce alla specie includono la pesca commerciale, le catture accidentali nella pesca a strascico e il degrado dell'habitat dovuto alla pesca a strascico e ad altre attività umane. Inoltre, la crescita lenta e il basso tasso di riproduzione della razza stellata la rendono particolarmente vulnerabile allo sfruttamento eccessivo.
Gli sforzi per conservare la razza stellata includono l'istituzione di aree protette, come riserve marine e zone di pesca chiuse, nonché l'attuazione di modifiche agli attrezzi da pesca e misure di riduzione delle catture accessorie. La continua ricerca sulla biologia, l'ecologia e le dinamiche della popolazione della specie sarà fondamentale per garantirne la conservazione e la gestione a lungo termine.